# Phylica lachneaeoides
Phylica lachneaeoides är en brakvedsväxtart som beskrevs av Neville Stuart Pillans. Phylica lachneaeoides ingår i släktet Phylica och familjen brakvedsväxter. Inga underarter finns listade i Catalogue of Life.